# Eat Me, Drink Me
Eat Me, Drink Me is het zesde studioalbum van Marilyn Manson.

## Tracks
1. "If I Was Your Vampire" – 5:56
2. "Putting Holes in Happiness" – 4:31
3. "The Red Carpet Grave" – 4:05
4. "They Said That Hell's Not Hot" – 4:17
5. "Just a Car Crash Away" – 4:55
6. "Heart-Shaped Glasses (When the Heart Guides the Hand)" – 5:05
7. "Evidence" – 5:19
8. "Are You the Rabbit?" – 4:14
9. "Mutilation Is the Most Sincere Form of Flattery" – 3:52
10. "You and Me And the Devil Makes 3" – 4:24
11. "Eat Me, Drink Me" – 5:40
12. "Heart-Shaped Glasses (When the Heart Guides the Hand)" (Inhuman Remix by Jade Puget) (International Bonus Track) – 4:07
13. "Heart-Shaped Glasses (When the Heart Guides the Hand)" (Space Cowboy Remix) (Australia & UK Bonus Track) – 5:22
14. "Putting Holes in Happiness" (Acoustic Version) (Japan Bonus Track) – 4:10